# Michael Manley
Michael Norman Manley (Kingston, 10 de diciembre de 1924 - Kingston, 6 de marzo de 1997) fue un político jamaiquino. Fue primer ministro de Jamaica en los periodos 1972–1980 y 1989–1992.
Segundo hijo del matrimonio del premier Norman Washington Manley y la artista plástica Edna Manley, Michael Manley se convirtió en líder del Partido Nacional del Pueblo (PNP), unos meses antes de la muerte de su padre en 1969.

## Biografía
Realizó sus estudios secundarios en la Jamaica College y sirvió Real Fuerza Aérea de Canadá durante la Segunda Guerra Mundial. En 1945, se alistó en la London School of Economics. En 1949, se graduó, y regresó a Jamaica y trabajó como editor y columnista del diario Public Opinion. En aquel tiempo también, se involucró en movimientos sindicales, y se convirtió en negociador dentro la Unión Nacional de Trabajadores. En agosto de 1953, se convirtió en un oficial de tiempo completo en la unión.
Cuando su padre se convirtió en Jefe de Ministros de Jamaica en 1955, Michael resistió a la idea de participar en política. Más tarde, aceptó participar como senador en el Parlamento de Jamaica en 1962. Tiempo después, ingresó a la Cámara de Representantes de Jamaica de 1967. Antes del retiro de su padre, se convirtió en líder del Partido Nacional del Pueblo en 1969. En aquel cargo, sirvió como líder de la oposición hasta que su partido resultó vencedor en 1972, año en que asume como primer ministro de Jamaica.
Ideológicamente, tres corrientes de pensamiento convergieron en Manley; el liberalismo inglés, la tradición sindicalista de Gran Bretaña, y un Antiimperialismo basado en un análisis crítico del desarrollo y paso del colonialismo al neocolonialismo.

## Primer gobierno (1972–1980)
En las elecciones generales de 1972, Manley derrotó al incumbente primer ministro Hugh Shearer del Partido Laborista de Jamaica. Su partido, el PNP, obtuvo 37 de 52 escaños en la cámara de representantes.

### Economía y reformas
El gobierno de Manley impulsó una serie de reformas económicas tendientes a mejorar la situación de miseria de amplios sectores de la sociedad jamaiquina, especialmente de la clase trabajadora. Se pusieron en marcha programas para la creación de empleos, la capacitación de jóvenes, la alfabetización de adultos, reforma agraria, subsidios alimentarios, la rebaja de alquileres y el salario igualitario para las mujeres. Se impuso el control de precios y se aprobó legislación concerniente al salario mínimo. El gobierno negoció la adquisición de una serie de servicios públicos y de empresas de exportación agrícola.
De especial relevancia fue la afirmación del control nacional de la industria de la bauxita; en 1974 se estableció un impuesto especial a su producción que en un año incrementó ocho veces los ingresos del gobierno (US$ 25 a 200 millones), complementándose con acciones para adquirir el 51% de las acciones de las minas productoras del mineral.

### Diplomacia
Manley mantuvo una relación de amistad con Fidel Castro, recibiendo al líder cubano en su primera visita oficial a Jamaica en 1977. Las relaciones entre ambos países fueron excelentes durante el primer mandato de Manley.

## Líder de la oposición (1980–1989)
El deterioro de la situación económica de Jamaica, como consecuencia del boicot internacional al «socialismo democrático» de Manley, le propició una abrumadora derrota en las elecciones generales de 1980 ante el conservador Edward Seaga, del Partido Laborista de Jamaica, quedándose el PNP con 9 escaños de 60.

## Últimos años
Manley falleció el 6 de marzo de 1997, tras una larga lucha contra el cáncer de próstata. Sus restos fueron sepultados en el Parque de los Héroes Nacionales en Kingston.